# Olympische Sommerspiele 2024/Sportklettern
Bei den Olympischen Spielen 2024 in Paris wurden vier Wettbewerbe im Sportklettern ausgetragen. Austragungsort war die Site d’escalade du Bourget in Le Bourget.
Im Gegensatz zu den Spielen in Tokio 2020, wo die Kombination aus Speed, Boulder und Lead abgehalten wurde, wurden in Paris die beiden Wettbewerbe Boulder & Lead und Speed getrennt bewertet.

## Zeitplan
| Zeitplan Sportklettern | Zeitplan Sportklettern | Zeitplan Sportklettern | Zeitplan Sportklettern | Zeitplan Sportklettern | Zeitplan Sportklettern | Zeitplan Sportklettern |
| Wettbewerbe            | August                 | August                 | August                 | August                 | August                 | August                 |
| Männer                 | 5.                     | 6.                     | 7.                     | 8.                     | 9.                     | 10.                    |
| ---------------------- | ---------------------- | ---------------------- | ---------------------- | ---------------------- | ---------------------- | ---------------------- |
| Boulder & Lead         | B                      |                        | L                      |                        |                        |                        |
| Speed                  |                        |                        |                        |                        |                        |                        |
| Frauen                 | 5.                     | 6.                     | 7.                     | 8.                     | 9.                     | 10.                    |
| Boulder & Lead         |                        | B                      |                        | L                      |                        |                        |
| Speed                  |                        |                        |                        |                        |                        |                        |

|  | Qualifikation (B: Boulder; L: Lead) |  | Medaillenentscheidung |

## Bilanz

### Medaillenspiegel
| Platz  | Land               | Gold | Silber | Bronze | Gesamt |
| ------ | ------------------ | ---- | ------ | ------ | ------ |
| 1      | Polen              | 1    | –      | 1      | 2      |
| 2      | Großbritannien     | 1    | –      | –      | 1      |
| 2      | Indonesien         | 1    | –      | –      | 1      |
| 2      | Slowenien          | 1    | –      | –      | 1      |
| 5      | China              | –    | 2      | –      | 2      |
| 6      | Vereinigte Staaten | –    | 1      | 1      | 2      |
| 7      | Japan              | –    | 1      | –      | 1      |
| 8      | Österreich         | –    | –      | 2      | 2      |
| Gesamt | Gesamt             | 4    | 4      | 4      | 120    |

### Medaillengewinner
Männer
| Disziplin      | Gold                   | Silber              | Bronze               |
| -------------- | ---------------------- | ------------------- | -------------------- |
| Boulder & Lead | Toby Roberts (GBR)     | Sorato Anraku (JPN) | Jakob Schubert (AUT) |
| Speed          | Veddriq Leonardo (INA) | Wu Peng (CHN)       | Samuel Watson (USA)  |

Frauen
| Disziplin      | Gold                      | Silber                | Bronze                   |
| -------------- | ------------------------- | --------------------- | ------------------------ |
| Boulder & Lead | Janja Garnbret (SLO)      | Brooke Raboutou (USA) | Jessica Pilz (AUT)       |
| Speed          | Aleksandra Mirosław (POL) | Deng Lijuan (CHN)     | Aleksandra Kałucka (POL) |

## Qualifikation
Athleten aus folgenden Nationen waren qualifiziert:
| Nation             | Boulder & Lead | Boulder & Lead | Speed  | Speed  | Gesamt |
| Nation             | Männer         | Frauen         | Männer | Frauen | Gesamt |
| ------------------ | -------------- | -------------- | ------ | ------ | ------ |
| Australien         | 1              | 1              |        |        | 2      |
| Belgien            | 1              |                |        |        | 1      |
| China              | 1              | 2              | 2      | 2      | 7      |
| Deutschland        | 2              | 1              |        |        | 3      |
| Frankreich         | 2              | 2              | 1      | 2      | 7      |
| Großbritannien     | 2              | 2              |        |        | 4      |
| Indonesien         |                |                | 2      | 2      | 4      |
| Iran               |                |                | 1      |        | 1      |
| Italien            |                | 2              | 1      | 1      | 4      |
| Japan              | 2              | 2              |        |        | 4      |
| Kasachstan         |                |                | 1      |        | 1      |
| Neuseeland         |                |                | 1      | 1      | 2      |
| Österreich         | 1              | 1              |        |        | 2      |
| Polen              |                |                |        | 2      | 2      |
| Schweiz            | 1              |                |        |        | 1      |
| Slowenien          | 1              | 2              |        |        | 3      |
| Spanien            | 1              |                |        | 1      | 2      |
| Südafrika          | 1              | 1              | 1      | 1      | 4      |
| Südkorea           | 1              | 1              | 1      |        | 3      |
| Tschechien         | 1              |                |        |        | 1      |
| Ukraine            |                | 1              | 1      |        | 2      |
| Vereinigte Staaten | 2              | 2              | 2      | 2      | 8      |
| Gesamt: 22 NOKs    | 200            | 200            | 140    | 140    | 680    |